# Финале УЕФА Лиге шампиона 1993.
Финале УЕФА Лиге шампиона 2003. је била фудбалска утакмица одиграна између француског Олимпика из Марсеља и италијанског Милана, одиграна 26. маја 1993. на Олимпијском стадиону у Минхену.
У финалу, које је уследило након друге групне фазе УЕФА Лиге шампиона, дефанзивац Марсеја, рођен у Слоновачи, Базил Боли, постигао је једини гол на мечу у 43. минуту главом, чиме је Марсељ освојио прву титулу у Лиге шампиона. Био је то први пут да је француски тим освојио Куп шампиона или Лигу шампиона. Ниједан други клуб из француске лиге није стигао до финала до Монака 2004. године.
Касније ће се открити да су Марсељ и председник њиховог клуба Бернар Тапи били умешани у скандал око намештања утакмица током сезоне 1992/93. (у којој је Марсељ наводно платио Валенсијену да изгуби меч), због чега су испали у Дивизију 2 и забрањено им је учешће у европском фудбалу за следећу сезону. Како је скандал утицао само на утакмице француске лиге, статус Марсеља као шампиона Европе из 1993. није доведен у питање.
Испоставило се да је прво финале Лиге шампиона последња утакмица Милановог веома оствареног, али склоног повредама холандског нападача Марка ван Бастена, који је тада имао 28 година; пошто је замењен у 86. минуту због умора и још једне повреде скочног зглоба, провео је наредне две године на опоравку пре него што је објавио да се повлачи из фудбала у августу 1995. године.

## Екипе
| Екипа          | Претходна финална наступа (подебљано означава победнике) |
| -------------- | -------------------------------------------------------- |
| Олимпик Марсељ | 1 (1991)                                                 |
| Милан          | 5 (1958, 1963, 1969, 1989, 1990)                         |

## Пут до финала
| Олимпик Марсељ   | Олимпик Марсељ   | Олимпик Марсељ   | Олимпик Марсељ   | Коло            | Милан             | Милан            | Милан            | Милан            |
| ---------------- | ---------------- | ---------------- | ---------------- | --------------- | ----------------- | ---------------- | ---------------- | ---------------- |
| Противник        | Ук. рез          | 1. ута           | 2. ута           |                 | Противник         | Ук. рез          | 1. ута           | 2. ута           |
| Гленторан        | 8–0              | 5–0 (Г)          | 3–0 (Д)          | Прво коло       | Олимпија Љубљана  | 7–0              | 4–0 (Д)          | 3–0 (Г)          |
| Динамо Букурешт  | 2–0              | 0–0 (Г)          | 2–0 (Д)          | Друго коло      | Слован Братислава | 5–0              | 1–0 (Г)          | 4–0 (Д)          |
| Противник        | Резултат         | Резултат         | Резултат         | Групна фаза     | Противник         | Резултат         | Резултат         | Резултат         |
| Глазгов Ренџерс  | 2–2 (Г)          | 2–2 (Г)          | 2–2 (Г)          | 1. коло         | ИФК Гетеборг      | 4–0 (Д)          | 4–0 (Д)          | 4–0 (Д)          |
| Клуб Бриж        | 3–0 (Д)          | 3–0 (Д)          | 3–0 (Д)          | 2. коло         | ПСВ Ајндховен     | 2–1 (Г)          | 2–1 (Г)          | 2–1 (Г)          |
| ЦСКА Москва      | 1–1 (Г)          | 1–1 (Г)          | 1–1 (Г)          | 3. коло         | Порто             | 1–0 (Г)          | 1–0 (Г)          | 1–0 (Г)          |
| ЦСКА Москва      | 6–0 (Д)          | 6–0 (Д)          | 6–0 (Д)          | 4. коло         | Порто             | 1–0 (Д)          | 1–0 (Д)          | 1–0 (Д)          |
| Глазгов Ренџерс  | 1–1 (Д)          | 1–1 (Д)          | 1–1 (Д)          | 5. коло         | ИФК Гетеборг      | 1–0 (Г)          | 1–0 (Г)          | 1–0 (Г)          |
| Клуб Бриж        | 1–0 (Г)          | 1–0 (Г)          | 1–0 (Г)          | 6. коло         | ПСВ Ајндховен     | 2–0 (Д)          | 2–0 (Д)          | 2–0 (Д)          |
| Победник Групе А | Победник Групе А | Победник Групе А | Победник Групе А | Коначан пласман | Победник Групе Б  | Победник Групе Б | Победник Групе Б | Победник Групе Б |

## Утакмица

### Детаљи
| Олимпик Марсељ | 1–0      | Милан |
| -------------- | -------- | ----- |
| Боли 44’       | Извештај |       |

| Олимпик Марсељ | Милан |

|               |    |                   |     |     |
|               |    |                   |     |     |
| GK            | 1  | Фабјен Бартез     | 70’ |     |
| RB            | 2  | Жослен Англома    |     | 62’ |
| LB            | 3  | Ерик ди Меко      | 31’ |     |
| SW            | 4  | Басил Боли        | 56’ |     |
| CM            | 5  | Франк Созе        |     |     |
| CB            | 6  | Марсел Десаји     |     |     |
| CM            | 7  | Жан-Жак Ејдели    |     |     |
| CF            | 8  | Ален Бокшић       |     |     |
| LF            | 9  | Руди Фелер        |     | 79’ |
| RF            | 10 | Абеди Пеле        |     |     |
| CM            | 11 | Дидје Дешан (к)   |     |     |
| Измене:       |    |                   |     |     |
| MF            | 12 | Жан-Кристоф Томас |     | 79’ |
| DF            | 13 | Бернар Казони     |     |     |
| MF            | 14 | Жан-Филип Дуран   |     | 62’ |
| FW            | 15 | Жан-Марк Ферери   |     |     |
| GK            | 16 | Паскал Олмета     |     |     |
| Тренер:       |    |                   |     |     |
| Рајмон Геталс |    |                   |     |     |

|              |    |                      |     |     |
|              |    |                      |     |     |
| GK           | 1  | Себастијано Роси     |     |     |
| RB           | 2  | Мауро Тасоти         |     |     |
| LB           | 3  | Паоло Малдини        |     |     |
| CM           | 4  | Деметрио Албертини   |     |     |
| CB           | 5  | Алесандро Костакурта |     |     |
| CB           | 6  | Франко Барези (к)    |     |     |
| LM           | 7  | Ђанлуиђи Лентини     | 39’ |     |
| CM           | 8  | Франк Рајкард        |     |     |
| CF           | 9  | Марко ван Бастен     |     | 86’ |
| RM           | 10 | Роберто Донадони     |     | 58’ |
| CF           | 11 | Данијеле Масаро      |     |     |
| Измене:      |    |                      |     |     |
| GK           | 12 | Карло Кудичини       |     |     |
| DF           | 13 | Стефано Нава         |     |     |
| MF           | 14 | Стефано Еранио       |     | 86’ |
| MF           | 15 | Албериго Евани       |     |     |
| FW           | 16 | Жан Пјер Папен       |     | 58’ |
| Тренер:      |    |                      |     |     |
| Фабио Капело |    |                      |     |     |

| Помоћне судије: Живанко Поповић (Швајцарска) Ервин Криг (Швајцарска) Четврти судија: Серж Мументалер (Швајцарска) |

## Након утакмице
Тријумф Марсеља је и даље контроверзан због оптужби за допинг које наводе Марсел Десаји, Жан-Жак Ејдели, Крис Водл и Тони Каскарино. Према Ејделију, „сви (од њих) су примили низ ињекција“ у финалу Лиге шампиона 1993, осим Рудија Фелера. Десаји и Каскарино су тврдили да је председник клуба Бернард Тапи сам делио таблете и ињекције. У интервјуу за француски магазин Ле Поинт, Жан-Пјер де Монденар је рекао да Марсељ има таблу у свлачионици свог тима на којој је писало „ињекције за све”. Тапи је само признао да су неки играчи узели каптагон.